# Сезонно-талый слой
Сезо́нно-та́лый сло́й (СТС) — слой почвы или горных пород, протаивающий в тёплый период года, ограниченный снизу многолетнемёрзлыми породами (ММП). В научной литературе как синоним СТС часто используется термин деятельный слой. Мощность сезонно-талого слоя варьирует от первых метров (у южной границы распространения многолетнемёрзлых пород) до нескольких сантиметров (полярные пустыни) в зависимости от многочисленных географических, геологических, антропогенных и прочих факторов. Первой классификацией СТС следует считать предложенную П. И. Колосковым (1946) схему, в которой разновидности мёрзлой почвы выделялись «в зависимости от влияния на неё климата, субстрата, местных условий и внешних воздействий».

## Факторы, определяющие мощность сезонно-талого слоя

### Климат
В самых суровых условиях Арктической тундры и Арктических пустынь, где среднегодовые температуры многолетнемёрзлых грунтов составляют −10-12°, глубина протаивания составляет всего 10-20 см. У южной границы ММП глубина протаивания достигает 2-3 м.

### Литология, льдистость
Важнейшим фактором, определяющим мощность СТС является его литологический состав, дисперсность, влажность (льдистость). Например, на полуострове Тазовский (север Западной Сибири) песчаные грунты протаивают на глубину свыше 1,5 метров, суглинистые — на 60-90 сантиметров, а торфяники — лишь на 25-40 сантиметров.

### Влияние снежного покрова на глубину СТС
Снежный покров, обладающий малой теплопроводностью, как теплоизолятор предохраняет породы от теплопотерь в зимний период. В том случае, когда снег задерживается на поверхности земли после наступления положительных температур воздуха, отмечаются задержки в прогревании пород. Влияние снежного покрова на глубину протаивания грунтов многообразно. С ростом мощности снежного покрова его влияние несколько раз меняется на противоположное. Для расчета теплового влияния снежного покрова на глубину протаивания грунтов предложены различные формулы, среди которых наиболее известна сокращенная формула В. А. Кудрявцева.

### Влияние растительного покрова на мощность СТС
Растительный покров влияет на развитие мёрзлых пород через обусловленные им изменения теплообмена между почвой и атмосферой. Так в южной тундре полуострова Гыдан на участках с мощным (15-20 см) моховым покровом мощность СТС не превышает 30 см, а под пятнами-медальонами (полностью лишенными растительного покрова) верхняя граница ММП залегает на глубине около 1 метра. В естественных условиях происходит не только воздействие растительного покрова на развитие мерзлых толщ, но и обратное влияние последних на растительные покровы (Тыртиков, 1963). Влияние растительности проявляется, в частности, в изменениях глубин промерзания и протаивания при смене растительных сообществ. По данным А. П. Тыртикова, в пределах южной тундры и большей части азиатской лесотундры развитие растительности уменьшает, а уничтожение растительности увеличивает глубину протаивания почвы обычно не более чем на один метр. В этой области после уничтожения растительности нередко усиливается термокарст, термоэрозия и оползневые процессы, образуются озёра, болота и другие просадочные формы рельефа.

### Криогенное строение СТС
Криогенное строение СТС чрезвычайно разнообразно в зависимости от состава и влажности грунтов, условий промерзания и прочих факторов. Наибольший интерес для научных и практических целей представляют тонкодисперсные грунты.
Промерзание деятельного слоя в супесчано-суглинистых грунтах на юге полуострова Гыдан сопровождается льдовыделением и приводит к формированию различных шлировых криогенных текстур, и, в конечном итоге, определяет степень пучения грунтов.
Наиболее часто наблюдается трехслойное криогенное строение СТС. Верхний льдистый горизонт со слоистой криотекстурой, средний — «иссушенный» горизонт с массивной текстурой и низкой влажностью (15-20 %) и нижний маломощный (5-10 см) с неполносетчатой текстурой. Часто на границе СТС и ММП наблюдается толстый шлир (до 10-15 см.) льда